# メルシャンクリンテック
メルシャンクリンテックはメルシャンの子会社。メルシャンでの酒造業により培われたバイオ・コントロール技術を元にクリーン環境の構築を業務とする。

## 事業内容
3つの部署が以下の事業を行う。
AS（エアセキュリティ）事業部
- クリーン施設の運営に関するコンサルティング
- GMP、GLP施設改善に関するコンサルティング
- クリーン施設の各種環境検査
- 施設、機器の清掃、殺菌消毒作業請負
- 衛生機器、器具の販売
- 薬剤、検査材料の販売
- 各種フィルターの販売、交換作業

環境検査部
- 健康食品・機能性食品の有効性評価
- 実験動物病原微生物検査・モニタリング
- 微生物関連受託試験

受託管理部
- 実験動物の飼育管理
- 実験動物施設の機器、付属設備の管理
- 施設の器材、器具の洗浄・消毒・滅菌

## 事業所
- 藤沢事業所（環境検査センター） - 神奈川県藤沢市城南4-9-1（メルシャン藤沢工場内）
- AS業務部大阪分室 - 大阪府大阪市福島区鷺洲3-1-1-101（メディカクリーン内）
- 川崎事業所（廃止）- 神奈川県川崎市川崎区港町13-1（メルシャン川崎工場内）